# 'No Way To Prevent This,' Says Only Nation Where This Regularly Happens
'No Way To Prevent This,' Says Only Nation Where This Regularly Happens is een reeks satirische artikelen van het Engelstalige satirische medium The Onion over de frequentie van schietpartijen in de Verenigde Staten en het gebrek aan actie om deze schietpartijen te voorkomen.
Elk artikel is rond de 200 woorden lang, en bevat details over de locatie van de schietpartij en het aantal slachtoffers. De rest van het artikel is grotendeels hetzelfde als andere artikelen in de reeks. Een fictieve inwoner van een staat waar de schietpartij niet heeft plaatsgevonden, zegt dat de schietpartij "een verschrikkelijke tragedie" was, maar "er is niets is dat iemand kan doen om het te stoppen". Het artikel eindigt met de opmerking dat de Verenigde Staten het "enige ontwikkelde land ter wereld is waar de afgelopen acht jaar ongeveer twee massale schietpartijen per maand plaatsvinden" en dat Amerikanen zichzelf en de situatie als "hulpeloos" beschouwen.

## Lijst met artikelen
Tot juli 2022 heeft The Onion 25 keer een artikel in de reeks gepubliceerd.
| #  | Publicatiedatum   | Schietpartij               |
| -- | ----------------- | -------------------------- |
| 1  | 27 mei 2014       | Isla Vista, Californië     |
| 2  | 17 juni 2015      | Charleston, Zuid-Carolina  |
| 3  | 1 oktober 2015    | Roseburg, Oregon           |
| 4  | 3 december 2015   | San Bernardino, Californië |
| 5  | 2 oktober 2017    | Las Vegas, Nevada          |
| 6  | 5 november 2017   | Sutherland Springs, Texas  |
| 7  | 14 februari 2018  | Parkland, Florida          |
| 8  | 18 mei 2018       | Santa Fe, Texas            |
| 9  | 13 september 2018 | Bakersfield, Californië    |
| 10 | 29 oktober 2018   | Pittsburgh, Pennsylvania   |
| 11 | 8 november 2018   | Thousand Oaks, Californië  |
| 12 | 1 juni 2019       | Virginia Beach, Virginia   |
| 13 | 4 augustus 2019   | El Paso, Texas             |
| 14 | 4 augustus 2019   | Dayton, Ohio               |
| 15 | 26 februari 2020  | Milwaukee, Wisconsin       |
| 16 | 17 maart 2021     | Atlanta, Georgië           |
| 17 | 23 maart 2021     | Boulder, Colorado          |
| 18 | 16 april 2021     | Indianapolis, Indiana      |
| 19 | 26 mei 2021       | San Jose, Californië       |
| 20 | 16 mei 2022       | Buffalo, New York          |
| 21 | 25 mei 2022       | Uvalde, Texas              |
| 22 | 2 juni 2022       | Tulsa, Oklahoma            |
| 23 | 6 juni 2022       | Chattanooga, Tennessee     |
| 24 | 6 juni 2022       | Philadelphia, Pennsylvania |
| 25 | 4 juli 2022       | Highland Park, Illinois    |